# Security-Widefield
Security-Widefield és una concentració de població designada pel cens dels Estats Units a l'estat de Colorado. Segons el cens del 2000 tenia 29.845 habitants.

## Demografia
Segons el cens del 2000, Security-Widefield tenia 29.845 habitants, 9.960 habitatges, i 8.187 famílies. La densitat de població era de 793,6 habitants per km².
Dels 9.960 habitatges en un 43,8% hi vivien nens de menys de 18 anys, en un 66,5% hi vivien parelles casades, en un 11,6% dones solteres, i en un 17,8% no eren unitats familiars. En el 14,3% dels habitatges hi vivien persones soles el 5,7% de les quals corresponia a persones de 65 anys o més que vivien soles. El nombre mitjà de persones vivint en cada habitatge era de 2,99 i el nombre mitjà de persones que vivien en cada família era de 3,28.
Per edats la població es repartia de la següent manera: un 31,2% tenia menys de 18 anys, un 7,6% entre 18 i 24, un 31,9% entre 25 i 44, un 20% de 45 a 60 i un 9,2% 65 anys o més.
L'edat mediana era de 34 anys. Per cada 100 dones de 18 o més anys hi havia 92,8 homes.
La renda mediana per habitatge era de 48.911 $ i la renda mediana per família de 51.029 $. Els homes tenien una renda mediana de 32.353 $ mentre que les dones 24.684 $. La renda per capita de la població era de 17.697 $. Entorn del 4,9% de les famílies i el 6% de la població estaven per davall del llindar de pobresa.

## Poblacions més properes
El següent diagrama mostra les poblacions més properes.